# Indiana Jones und der Stab der Könige
Indiana Jones und der Stab der Könige ist ein 2009 von LucasArts veröffentlichtes Fantasy- und Abenteuer-Videospiel für die Wii, den Nintendo DS, die PlayStation 2 und die PlayStation Portable. Es handelt von der Suche des berühmten, fiktiven US-Archäologen Indiana Jones nach dem Stab des Moses, dem sogenannten Stab der Könige.
Das Spiel ist das dritte 3D-Spiel des Indiana-Jones-Franchises. Die Vorgänger waren Indiana Jones und die Legende der Kaisergruft und Indiana Jones und der Turm von Babel. In der Wii-Variante ist das Spiel Indiana Jones and the Fate of Atlantis als Bonus-Option erspielbar.

## Handlung
Indiana Jones und der Stab der Könige erzählt eine serielle Geschichte, ähnlich wie es in den Kinofilmen etabliert wurde. Die Handlung des Videospiels ähnelt sogar einer Geschichte, wie sie in den Filmen erzählt wird. Das Schaffen von Welten wie in den Filmen ist dabei wichtiger als eine realistische Simulation.
Die Handlung des Spiels findet im Jahre 1939 statt und schildert die Suche von Indiana Jones nach dem Stab des Moses, dem sogenannten Stab der Könige. Das Spiel beginnt zunächst im Sudan und führt den Nazi-Antagonisten Magnus Völler ein. Nach dem ersten Aufeinandertreffen des Helden mit dem Gegenspieler des Spiels führt ein Abenteuer den Protagonisten ins Chinatown von San Francisco, in den Dschungel von Panama, nach Istanbul in der kemalistischen Türkei und letztendlich nach Nepal.

## Die Missionen
- Sudan
- San Francisco
- Panama
- Istanbul
- Nepal[2][3]

In einem Koop-Modus gibt es ein Level in einem mittelamerikanischen Dschungel, in welchem Indiana Jones und sein Vater, Professor Henry Jones, beide parallel im Kampf gegen Ureinwohner sowie Nazis spielbar sind.

## Spielprinzip und Technik
In dem Spiel steuert man Indiana Jones durch verschiedene 3D-Landschaften. Die Steuerung auf der Wii wurde so konzipiert, dass man besonders viel die Nunchuk-Controller bewegen muss. Das Spiel hat ein recht simples Gameplay. Laut Eurogamer ist das Gameplay Standardware und den einzelnen Gameplay-Aspekten fehlt es an Ambition und Inspiration. In der Wii-Version des Spiels kann das Point-and-Click-Adventure Indiana Jones and the Fate of Atlantis aus dem Jahr 1992 freigeschaltet werden.

## Entwicklungs- und Veröffentlichungsgeschichte
Nach der Veröffentlichung des Kinofilms Indiana Jones und das Königreich des Kristallschädels ohne ein begleitendes Videospiel war lange unklar, ob LucasArts weiter an dem Videospiel arbeiten würde. Wie viel später bekannt wurde, begann im Jahr 2004 die Entwicklung eines Spiels für die aktuelle  Spielkonsol-Generation mit rund 150 Mitarbeitern. Mitte Januar 2009 kamen Berichte auf, dass das Spiel eingestellt worden sei.
Ende Januar 2009 wurde dann jedoch bekannt, dass das Spiel nun doch – dafür aber ausschließlich für Wii, Playstation 2 und Nintendo DS – erscheinen würde. Im März 2009 erschien dann ein GDC-Trailer des Spiels. Im Mai 2009 wiederum ging die Internetseite des Spiels online. Veröffentlichungen auf der PlayStation 3 und der Xbox 360 waren geplant und teilweise konzipiert, sind aber nicht entwickelt und veröffentlicht worden.

### Deutsche Synchronisation
Wolfgang Pampel spricht – wie in den Filmen – die Rolle des Indiana Jones. Der in der Koop-Variante spielbare Professor Henry Jones wird jedoch nicht wie in Indiana Jones und der letzte Kreuzzug von Gert Günther Hoffmann gesprochen, da dieser 1997 verstarb.

### Soundtrack
Den Soundtrack zum Spiel haben die langjährigen LucasArts-Komponisten Gordy Haab und Ray Harman komponiert. Sie griffen dabei auf Melodien von John Williams sowie von Laurence Rosenthals und Joel McNeelys Kompositionen aus Die Abenteuer des jungen Indiana Jones zurück. Eine Bootleg-Version des Scores ist im Internet verfügbar.

## Rezeption
Das Spiel erhielt durchwachsene Reviews, von 5 von 10 Sternen, die das US-Videospielmagazin Game Informer für die Wii-Variante vergab, bis hin zu 82 von 100 Punkten für die mobile Version, welche das österreichische Multiformat-Spielemagazin GamingXP verteilte. Game-Informer-Chefredakteur Andrew Reiner schrieb außerdem, dass das Spiel das "Vermächtnis von Indiana Jones beschädige". Das Magazin Computer Bild Spiele urteilte, dass das Spiel „grafisch abwechslungsreich und ansprechend“ sei, dennoch aber insgesamt nur „ungenügend“. GamePro urteilte, dass das Spiel für die Wii an der „Steuerung und Inszenierung“ „scheitert“. M! Games schrieb, dass „das neue Videospiel kein Ruhmesblatt [sei]“.

## Buch zum Spiel
Rob MacGregor, Autor zahlreicher Indiana-Jones-Romane wie beispielsweise Indiana Jones und die Herren der toten Stadt, schrieb ein Buch zu dem Videospiel. Der Verlag Bantam Books sagte die Veröffentlichung jedoch ab, da angeblich das Interesse an dem Buch zu gering sei. Ein Vertreter von Lucas Licensing gab fälschlicherweise bekannt, dass MacGregor das Skript nicht fristgerecht eingereicht hätte. Im Mai 2021 gab MacGregor bekannt, dass er das Buch in der Form eines Hörbuchs als Podcast herausgeben wird. Zwischen August 2021 und September 2022 erschienen alle neun Folgen.

## Nachgeschichte
Ein Nachfolgespiel wurde nach der schlechten Rezeption des Spiels eingestellt. Indiana Jones und der Stab der Könige war das letzte LucasArts-Spiel, bevor das Videospielstudio zu einem reinen Lizenzgeber herabgestuft wurde.